# Amber van der Hulst
Amber van der Hulst, née le 21 septembre 1999 à Leiderdorp,  est une coureuse cycliste néerlandaise spécialiste de la piste.

## Biographie

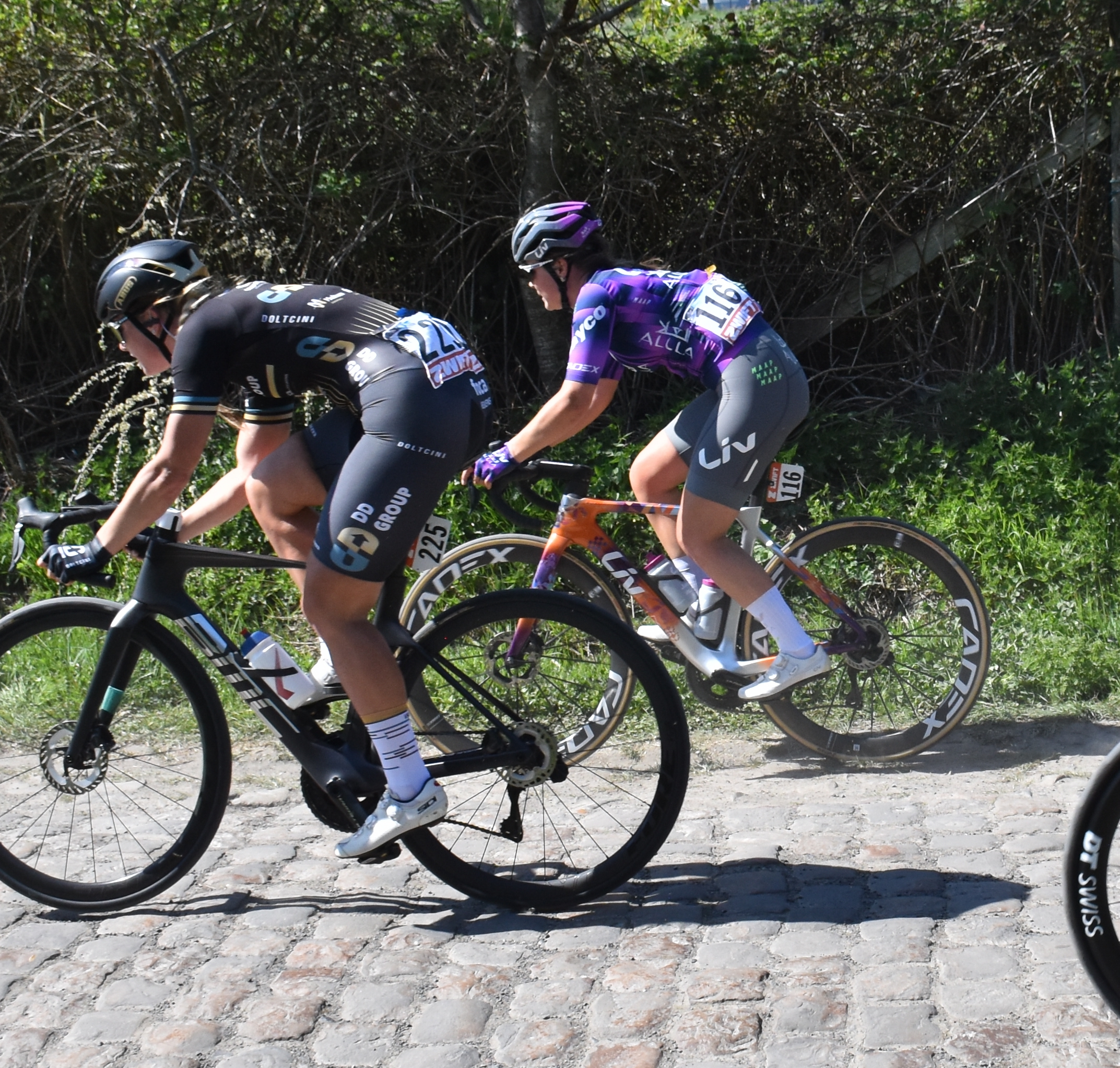
Amber van der Hulst #116 - Paris-Roubaix 2025.

Amber van der Hulst est la petite-fille de l'ancien spécialiste du cyclo-cross Cock van der Hulst (champion des Pays-Bas de cyclo-cross en 1968 et 1973).
En plus de sa carrière cycliste, Amber van der Hulst étudie l'économie à l'Institut Johan Cruyff d'Amsterdam. Cet établissement d'enseignement, fondé par Johan Cruyff, permet aux sportifs de poursuivre des études parallèlement au sport.
Elle est active dans le cyclisme international depuis 2016. Cette année-là, elle fait partie de l'équipe qui remporte le contre-la-montre par équipes de l'Energiewacht Tour Juniors (moins de 19 ans). Toujours en 2016, elle devient sur piste championne des Pays-Bas de la course aux points et de l'omnium juniors. Aux championnats d'Europe sur piste juniors, elle a remporté le bronze dans la poursuite par équipes avec Bente van Teeseling, Kirstie van Haaften et Marit Raaijmakers. L'année suivante, le quatuor néerlandais remporte à nouveau l'argent aux  championnats d'Europe sur piste juniors. Sur route, elle gagne le Circuit de Borsele juniors et se classe deuxième de Gand-Wevelgem juniors et du Healthy Ageing Tour juniors.
À partir de 2019, elle court avec les élites. Associée à son aînée de plus de 17 ans et multiple championne du monde Kirsten Wild, elle décroche la médaille d'argent de la course à l'américaine aux Jeux européens à Minsk. Au niveau national, elle est double championne des Pays-Bas de poursuite par équipes en 2018 et 2019. En 2020, elle signe un contrat de deux ans avec l'équipe Parkhotel Valkenburg. Elle rejoint ensuite l'équipe Liv Racing.
En raison d'une blessure à l'artère fémorale, van der Hulst doit mettre en pause sa carrière en août 2022. Après deux opérations, elle était sur le point de mettre un terme à sa carrière. Ce n'est qu'après un traitement supplémentaire en France qu'elle a pu reprendre le cyclisme. En août 2024, elle devient membre de l'équipe continentale Liv-AlUla-Jayco, avant de rejoindre léquipe World Tour Liv AlUla Jayco en 2025.

## Palmarès sur piste

### Championnats d'Europe
| Édition / Épreuve          | Poursuite par équipes                                    |
| Montichiari 2016 (juniors) | Argent (avec van Haaften, Raaijmakers et van Teeseling)  |
| Anadia 2017 (juniors)      | Argent (avec van Haaften, Raaijmakers, de Zoete et Krol) |
| Apeldoorn 2021 (espoirs)   | Bronze (avec Raaijmakers, de Zoete et Uneken)            |

### Jeux européens
| Édition / Épreuve | Course à l'américaine      |
| Minsk 2019        | Argent (avec Kirsten Wild) |

### Championnats des Pays-Bas
- Championne des Pays-Bas de la course aux points juniors : 2016
- Championne des Pays-Bas de l'omnium juniors : 2016
- Championne des Pays-Bas de poursuite par équipes : 2018 et 2019
- Championne des Pays-Bas de la course scratch : 2021

## Palmarès sur route

### Par années
- 2016
  - 1re étape de l'Energiewacht Tour Juniors (contre-la-montre par équipes)
- 2017
  - Circuit de Borsele juniors
  - 2e de Gand-Wevelgem juniors
  - 2e du Healthy Ageing Tour juniors
- 2021
  - 2 Districtenpijl-Ekeren-Deurne
  - 3e du GP Eco-Struct
  - 3e du Diamond Tour
  - 3e du Grand Prix d'Isbergues

### Classements mondiaux
| Année                                 | 2019 | 2020 | 2021 | 2022 | 2023 | 2024  |
| ------------------------------------- | ---- | ---- | ---- | ---- | ---- | ----- |
| Classement UCI                        | 339e | 364e | 65e  | 548e | nc   | 1320e |
| UCI World Tour                        | 249e | nc   | 77e  | 229e | nc   | nc    |
|                                       |      |      |      |      |      |       |
| Légende : nc = non classéSource : UCI |      |      |      |      |      |       |